# Jatropha ciliata
Jatropha ciliata är en törelväxtart som beskrevs av Sessé. Jatropha ciliata ingår i släktet Jatropha och familjen törelväxter. Inga underarter finns listade i Catalogue of Life.